# Râul Ciubotaru
Râul Ciubotaru este un curs de apă, afluent al râului Șușița. 